# Offerta ad incertas personas
Das Rechtsinstitut der Offerta ad incertas personas (dt.: „Angebot an unbestimmte Personen“) bezeichnet ein rechtsverbindliches Angebot, das sich an einen unbestimmten Personenkreis als Vertragspartner richtet.
Grundsätzlich setzt ein wirksames Angebot voraus, dass es die wesentlichen Vertragspunkte (lat. essentialia negotii) bestimmt. Diese umfassen neben den (Haupt-)Leistungspflichten auch die Vertragsparteien. Ist der Vertragspartner nicht bestimmt, liegt folglich grundsätzlich auch kein Angebot vor. Dazu bildet die offerta ad incertas personas die Ausnahme, denn sie stellt ein wirksames Angebot dar, ohne den Vertragspartner zu bestimmen. Voraussetzung ist aber, dass erkennbar ist, dass sich das Angebot an keine bestimmte Person richten soll, der Antragende mithin offen lässt, wer das Angebot annimmt.
Typische Beispiele für Angebote an unbestimmte Personen sind Zapfsäulen an der Tankstelle, eBay-Auktionen, das Aufstellen von Warenautomaten sowie die Bereitstellung von Beförderungsmöglichkeiten durch den ÖPNV oder durch den Fernverkehr (weil diese gem. § 10 AEG zur Beförderung verpflichtet sind). Teilweise wird aber auch vertreten, es handle sich hier nur um eine invitatio ad offerendum.
Regelmäßig steht ein solches Angebot jedoch unter der Bedingung, dass die Ware noch vorrätig ist. Weil das Angebot nur ein Teil des Rechtsgeschäft ist, handelt es sich dabei jedoch nicht um eine „echte“ Bedingung gem. § 158 BGB. Stattdessen wird die Beschränkung des Vertragsantrags aus § 145 BGB hergeleitet: wenn es sogar möglich ist, jegliche Bindung an den Antrag auszuschließen, müsse es auch möglich sein, das Angebot nur einzuschränken oder an Vorbehalte zu knüpfen (argumentum a maiore ad minus).
Von der Offerta ad incertas personas ist die  invitatio ad offerendum (dt. „Einladung zum Angebot“) abzugrenzen, denn diese lädt zur Abgabe eines Angebots ein. Bei einer solchen Aufforderung zur Angebotsabgabe an einen unbestimmten Personenkreis beabsichtigt der Antragende aufgrund möglicher Schadensersatzansprüche keinen Rechtsbindungswillen.